# Apostase v křesťanství

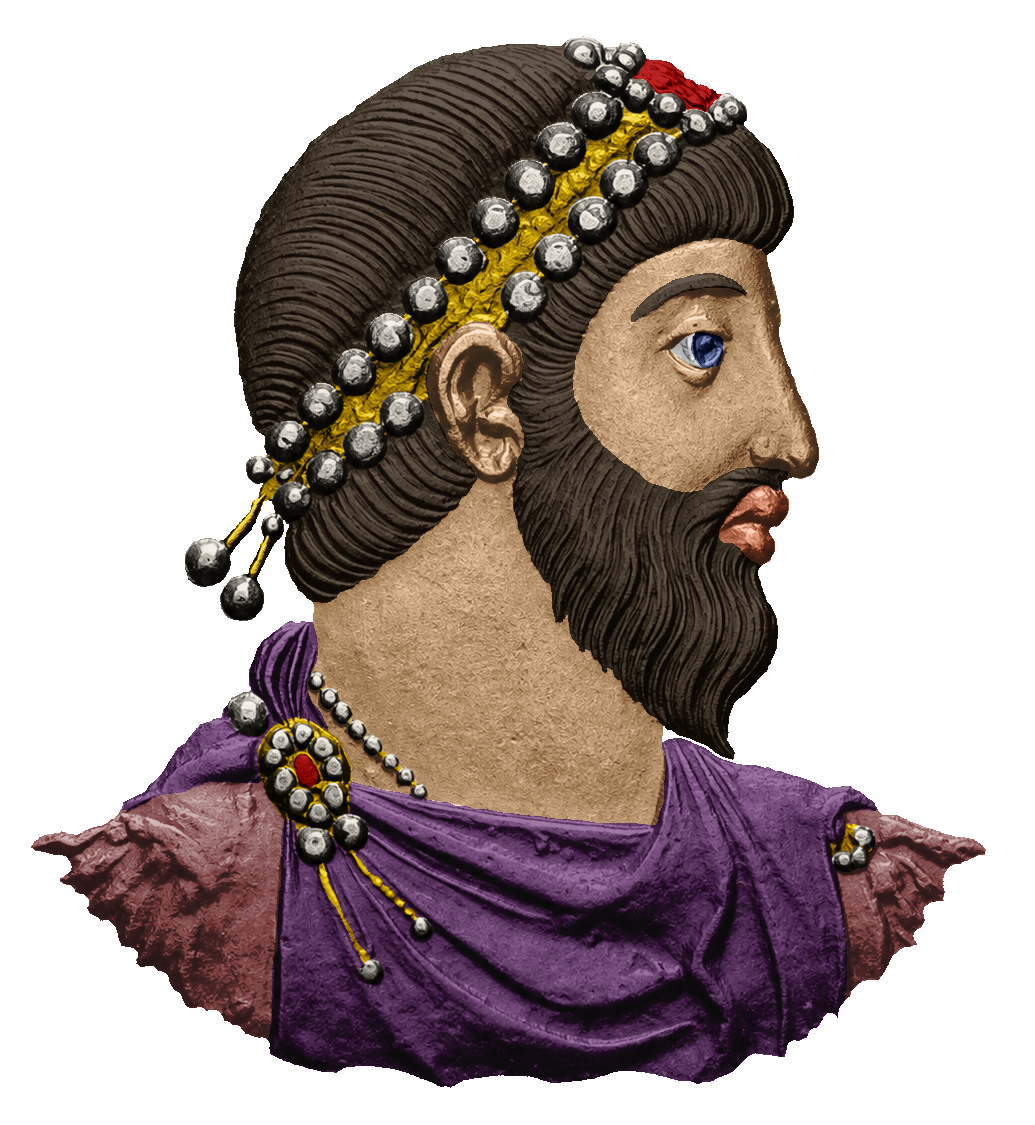
Julianus, římský císař (361-363), byl vychován jako křesťan, po nástupu na trůn však církev opustil a prosazoval návrat k pohanství

Apostase (z řečtiny) je v křesťanství chápána jako dobrovolný odpad od křesťanské víry.

## Právní vymezení
V římskokatolickém církevním právu je chápána jako zločin, jehož se dopustí ten, kdo odstoupí od křesťanství, navíc je v kanonickém právu za apostatu (tedy odpadlíka) považován i člověk, který svévolně vystoupil z duchovního stavu, jestliže před tím obdržel vyšší svěcení. Kanonické právo tak jedná s kněžími podobně jako moderní zákony s příslušníky armády, které jsou pro svévolné opuštění funkce označováni jako dezertéři.

## Historie
Historicky odpadlictví odsuzoval již např. Tomáš Akvinský, který podal zdůvodnění, proč mohou být odpadlíci trestáni. Odpadlictví bylo nejprve trestáno církevními soudy samostatně, později začalo být považováno za rovnocenné s kacířstvím, trestem za odpadlictví je exkomunikace a ztráta církevního úřadu. Tato exkomunikace znamená mj. ztrátu nároku na křesťanský pohřeb.
Při spojení státu s církví byla apostase považována i za státní zločin, který byl nejčastěji trestán konfiskací majetku.[zdroj?] Z hlediska státu byl za apostatu považován pouze odpadlík, nikoli tedy člověk odstoupivší od duchovního stavu.[zdroj?]

## Významní apostaté
- Julianus – římský císař samostatně vládnoucí 361–363